# Dorestad

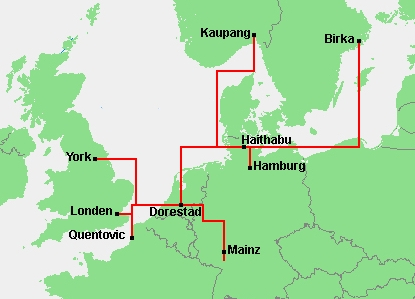
Dorestad och viktiga handelsvägar.

Dorestad var under vikingatiden namnet på nuvarande Wijk bij Duurstede, nuvarande Nederländerna vid stranden av floden Rhen. 
Handelsplatsen Dorestad är känd sedan 600-talet och växte till sitt maximum runt år 800. Staden attackerades flera gånger av vikingar. År 834 anföll vikingar och fullständigt ödelade Dorestad. År 850 återtog den danske vikingaprinsen Rorik staden med våld, som han tidigare hade förlorat. 
Han kunde stanna kvar som karolingisk lydkung över stora delar av nuvarande Nederländerna.